# Сучасне п'ятиборство на літніх Олімпійських іграх 2012
Змагання з сучасного п'ятиборства на літніх Олімпійських іграх 2012 проходили 11 і 12 серпня 2012 року. У них взяли участь 36 чоловіків та 36 жінок. Змагання з фехтування відбувалися в Копер-Боксі, з плавання — у Лондонському акватик-центрі, а конкур та комбінований біг зі стрільбою — у Гринвіч-Парку.

## Загальний залік
(Жирнимвиділено найбільшу кількість медалей у своїй категорії; приймаюча країна також виділена) 
| Загальна кількість медалей |                 |        |        |        |        |
| Місце                      | Країна          | Золото | Срібло | Бронза | Всього |
| 1                          | Чехія           | 1      | 0      | 0      | 1      |
| 1                          | Литва           | 1      | 0      | 0      | 1      |
| 3                          | КНР             | 0      | 1      | 0      | 1      |
| 3                          | Велика Британія | 0      | 1      | 0      | 1      |
| 5                          | Угорщина        | 0      | 0      | 1      | 1      |
| 5                          | Бразилія        | 0      | 0      | 1      | 1      |

## Медалісти
| Дисципліна | Золото                           | Срібло                                 | Бронза                       |
| ---------- | -------------------------------- | -------------------------------------- | ---------------------------- |
| Чоловіки   | Давид Свобода · Чехія (CZE)      | Цао Чжунжун · Китай (CHN)              | Адам Мароші · Угорщина (HUN) |
| Жінки      | Лаура Асадаускайте · Литва (LTU) | Саманта Маррей · Велика Британія (GBR) | Яне Маркеш · Бразилія (BRA)  |

## Спортивні об'єкти
| Фехтування      | Плавання             | Кінний спорт                              |
| Коппер Бокс     | Водний центр Лондона | Гринвіцький парк                          |
| --------------- | -------------------- | ----------------------------------------- |
|                 |                      | Луг перед Квінс-гаус, де пройшли змагання |
| Місткість: 7000 | Місткість: 17 500    | Місткість: 6000                           |